# كيرت راسل
كيرت راسل (Kurt Russell) ممثل أمريكي من مواليد 17 مارس 1951, شارك في العديد من الأفلام منها تانغو وكاش.

## الأعمال

### أفلام
- سيارات مستعملة
- الثعلب والكلب
- تانغو وكاش
- تومبستون
- فورست غامب
- ستارغيت
- قرار إداري
- سماء الفانيلا
- ميركال
- سكاي هاي
- المضاد للموت
- الحاقدون الثمانية
- فاست 7 2015
- فاست آند فيوريس 8 2017
- توماهوك العظام 2015

### مسلسلات
- ذا فيرجينيان
- الحب

## وصلات خارجية
- كيرت راسل على موقعبيزبول رفرنس.كوم (الدوري الثانوي) (الإنجليزية)

- كيرت راسل على موقع IMDb (الإنجليزية)
- كيرت راسل على موقع ميتاكريتيك (الإنجليزية)
- كيرت راسل على موقع روتن توميتوز (الإنجليزية)
- كيرت راسل على موقع مونزينجر (الألمانية)
- كيرت راسل على موقع ألو سيني (الفرنسية)
- كيرت راسل على موقع ميوزك برينز (الإنجليزية)
- كيرت راسل على موقع تيرنر كلاسيك موفيز (الإنجليزية)
- كيرت راسل على موقع أول موفي (الإنجليزية)
- كيرت راسل على موقع بوكس أوفيس موجو (الإنجليزية)
- كيرت راسل على موقع قاعدة بيانات الأفلام السويدية (السويدية)